# La Lastrilla
La Lastrilla – gmina w Hiszpanii, w prowincji Segowia, w Kastylii i León, o powierzchni 9,44 km². W 2011 roku gmina liczyła 3492 mieszkańców.